# Childebert II
Childebert II, född 6 april 570, död i mars 596, frankisk kung av Austrasien, son till Sigibert I.
Efter mordet på Childeberts far 575 fördes han till Metz där hans erkändes som furste. Han var då endast fem år gammal, och under den långa förmyndarregeringen stred hans mor Brunhilda om makten med adeln.
Chilperik I av Neustrien och Gunthchramn av Burgund eftersträvade båda en allians med Childebert, och han adopterades av båda. Efter mordet på Chilperik 584 och de faror som den frankiska monarkin utsattes för i och med Gundobads härtåg 585 anförtrodde sig Childebert helt och fullt till Gunthchramn.
Genom pakten i Andelot 587 accepterades Childebert i Gunthchramns riddarkrets och kunde därigenom kväsa upproret inom adeln, och han lyckades inta slottet Woëwre. Fredegond gjorde många försök att ta livet av honom, eftersom hon ville säkra arvet efter Gunthchramn till sin son Chlothar II.
När Gunthchramn dog 592 annekterade Childebert Burgund och övervägde till och med att inta Cholthars domäner för att bli frankerrikets enda härskare. Emellertid dog han 595. Childebert hade haft kontakter med bysantinska riket och kämpade 585 i kejsaren namn mot langobarderna i Italien.